# Reiseanlage für den visafreien Reiseverkehr
Die Reiseanlage für den visafreien Reiseverkehr (Dokument PM 105) war ein Dokument, das nötig war, um Bürgern der Deutschen Demokratischen Republik (DDR) Privatreisen in mehrere Länder im sozialistischen Ausland zu ermöglichen. Sie musste bei den Meldestellen der Deutschen Volkspolizei beantragt werden.
Die Reiseanlage wurde ab 1972 zu Reisen von DDR-Bürgern in die ČSSR und in die VR Polen nicht benötigt. Hier genügte der Personalausweis zum Passieren der Staatsgrenze, für Polen galten mit den Einschränkungen des Reiseverkehrs dorthin ab 1980 Sonderregelungen. 
Umgangssprachlich wurde die Reiseanlage oft als Visum bezeichnet. Von einem Einreisevisum in einen Drittstaat unterschied sie sich jedoch dadurch, dass sie nicht von diesem Staat, sondern von der DDR ausgestellt wurde. Ein DDR-Ausreisevisum war sie ebenfalls nicht, da die Ausreise aus der DDR in die ČSSR auch ohne dieses Dokument möglich war; erst bei weiterem Grenzübertritt in Drittstaaten war die Reiseanlage erforderlich. Die Grenzkontrollorgane der jeweiligen Länder arbeiteten dabei mit der DDR zusammen.

## Geschichte
Ende der 1960er und Anfang der 1970er Jahre schloss die DDR mit mehreren Ländern Abkommen über den visafreien Reiseverkehr ab. Mit Polen wurde das Abkommen im November 1971 abgeschlossen und der visafreie Verkehr zum Jahresbeginn 1972 eingeführt, mit der ČSSR zum 15. Januar 1972. Prinzipiell ähnliche Abkommen gab es auch mit den anderen sozialistischen Ländern. So wurde am 23. November 1971 zwischen der DDR und Rumänien vereinbart, dass keine gegenseitige Einladung der Bürger mehr nötig sei.
Diese Abkommen beinhalteten allerdings nicht beliebige Reisemöglichkeiten. Spontane Auslandsreisen waren für DDR-Bürger nur in die
ČSSR und bis 1980 nach Polen möglich. Der Personalausweis reichte als Reisedokument aus. Diese Regelung wurde für Reisen nach Polen als Folge des Erstarkens der Solidarność im Oktober 1980 wieder aufgehoben.
Für Privatreisen in die anderen sozialistischen Länder Ungarn, Rumänien, Bulgarien, Sowjetunion und die Mongolische Volksrepublik gab es ein gesondertes Genehmigungsverfahren. Dabei musste – wie auch im Verkehr mit der ČSSR vor 1972 üblich – eine sogenannte „Reiseanlage für den visafreien Reiseverkehr“ bei den Meldestellen der Volkspolizei beantragt werden.
Bis zum Mauerfall 1989 änderte sich an dieser Praxis nichts Wesentliches.

## Antragsverfahren
In der Praxis gestaltete sich die Beantragung von Reisen in diese Länder unterschiedlich.
Reisen nach Ungarn, Rumänien oder Bulgarien waren vergleichsweise einfach möglich. Hierbei mussten DDR-Bürger rechtzeitig (mindestens etwa zwei Wochen vor Reisebeginn) bei der zuständigen Meldestelle der Volkspolizei die Reise beantragen. Dabei war ein Reiseziel mit Adresse (Anschrift eines Besuchten oder eines Hotels, ausreichend auch einfache Angaben wie „Zeltplatz“) anzugeben, ebenso die beabsichtigte Reisedauer und die zu passierenden Unterwegsländer.
Der Reisewunsch konnte von den Behörden ohne Angabe von Gründen abgelehnt werden. Reisen nach Bulgarien, Ungarn und Rumänien wurden allerdings meistens (sofern der Antragsteller den Behörden nicht negativ aufgefallen war) genehmigt. Eine Rechtsgarantie bestand allerdings nicht.
Für Reisen in die Sowjetunion war entweder eine organisierte Reise über ein Reisebüro, eine Privatreise auf vorgeplanter Route in vorgebuchten Hotels oder eine von den sowjetischen Behörden beglaubigte Einladung eines Gastgebers nötig. Individualreisen dorthin waren nicht erwünscht.
Für Privatreisen nach Polen zu den Zeiten der eingeschränkten Reisefreiheit dorthin in den 1980er Jahren war die Reiseanlage (mit Ausnahme von Transitreisen) nicht vorgesehen. Hierfür gab es spezielle Formblätter. Für Dienstreisen ins sozialistische Ausland war statt der Reiseanlage ein Reisepass notwendig.

## Dokument

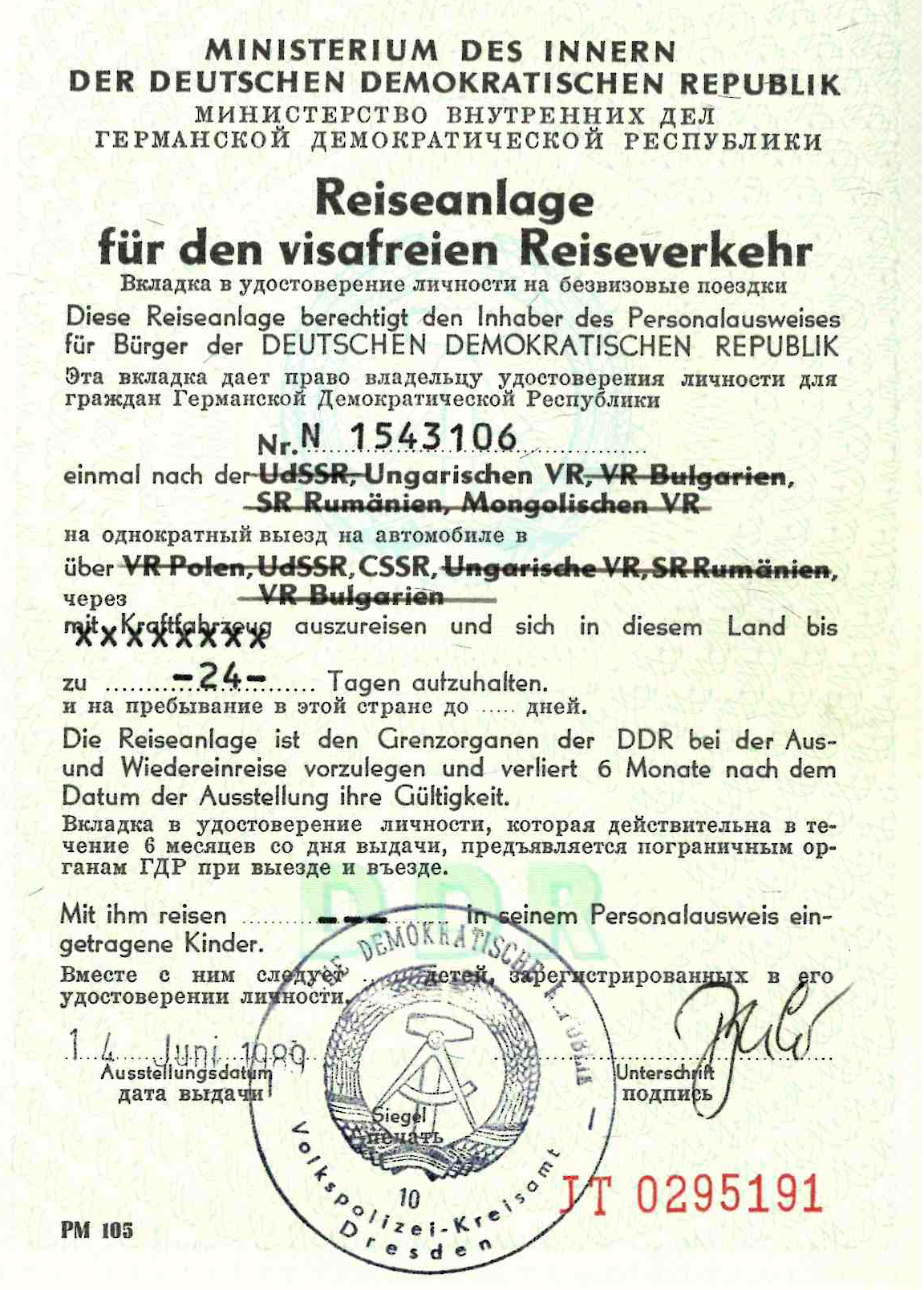
Reiseanlage für den visafreien Personenverkehr (1989)

Die von der Volkspolizei ausgestellte Reiseanlage war ein Formular im Format A6 und galt zusammen mit dem Personalausweis, ein Reisepass war nicht nötig.
Sie berechtigte den Inhaber des Ausweises „einmal nach“  „der UdSSR, Ungarischen VR, VR Bulgarien, SR Rumänien, Mongolischen VR“ (Länder außer dem Zielland gestrichen) „über VR Polen, UdSSR, ČSSR, Ungarischen VR, SR Rumänien, VR Bulgarien“
(Länder außer den durchreisten gestrichen) „mit Kraftfahrzeug“ (bei Reisen mit Bahn, Flugzeug oder Fahrrad gestrichen) „auszureisen und sich in diesem Land bis zu“ (Zahl eingesetzt) „Tagen aufzuhalten“.
Die Zeitdauer des Aufenthaltes war nur für das Zielland festgelegt, nicht für die unterwegs durchfahrenen Länder. Ebenso wenig gab es weitere Einschränkungen bezüglich des Reisewegs auf dem Dokument. Die Reiseanlage war in der Regel ein halbes Jahr gültig. Auf ihrer Rückseite wurden bei Grenzübertritt die Ein- und Ausreisevermerke gestempelt.
Die Reiseanlage musste vor Reiseantritt bei der Staatsbank zum Umtausch von DDR-Mark in ausländische Währungen vorgelegt werden. Lediglich bei Reisen in die Sowjetunion und Polen war die DDR-Mark frei eintauschbar, in die übrigen Länder war der Umtauschsatz auf 30 (ČSSR bei mehrtägigen Reisen 40 Mark pro Tag) begrenzt. 1988 wurde zudem der maximal umtauschbare Betrag für Reisen nach Ungarn auf etwa zwölf Tagessätze (374 Mark) beschränkt.

## Besonderheiten
Seitens der DDR-Behörden wurde zwar die Tage des Aufenthaltes im Zielland auf der Reiseanlage festgelegt; die Zahl der Aufenthaltstage in Unterwegsländern war dagegen nicht angegeben.
Dieses Verfahren führte dazu, dass Individualreisen in die Sowjetunion möglich wurden, wenn man die Sowjetunion als Unterwegsland bei Reisen mit dem Ziel Rumänien oder Bulgarien angab. Dieses wurde auch für Reisen fernab der dortigen Transitwege genutzt. Ende der 1980er Jahre kam es zu einem Erfahrungsaustausch dieser Reisenden unter dem inoffiziellen Motto: „Unerkannt durch Freundesland“.
Während der Zeit der stärksten Restriktionen für Privatreisen nach Polen vor allem in der ersten Hälfte der 1980er Jahre diente die Reiseanlage mitunter auch dazu, Reisen dorthin zu ermöglichen, indem Polen als Transitland angegeben wurde.